# La Vérendrye (canton)
Pour les articles homonymes, voir Gaultier et La Vérendrye.
La Vérendrye est un canton canadien de l'est du Québec situé dans la région administrative du Bas-Saint-Laurent dans la vallée de la Matapédia. Il fut proclamé officiellement le 27 janvier 1940. Il couvre une superficie de 37 230 hectares.

## Toponymie
Le toponyme La Vérendrye est en l'honneur de Pierre Gaultier de Varennes et de La Vérendrye (1685 - 1749) natif de Trois-Rivières qui fut un explorateur et un traiteur de fourrures de l'Ouest canadien.